# Fiľakovo
Fiľakovo (în maghiară Fülek) este un oraș din Slovacia, cu 10.362 de locuitori.
Vezi și: Listă de orașe din Slovacia

## Demografie
| An:                | 1994   | 2004   | 2014   | 2024    |
| ------------------ | ------ | ------ | ------ | ------- |
| Număr de persoane: | 10.227 | 10.329 | 10.695 | 9623    |
| Diferență:         |        | +0,99% | +3,54% | −10,02% |

| An:                | 2023 | 2024   |
| ------------------ | ---- | ------ |
| Număr de persoane: | 9683 | 9623   |
| Diferență:         |      | −0,61% |